# تغليف
التغليف هو مجموع العناصر التي تكون جزء من المنتج والتي تباع معه من أجل حفظ محتوياته ويتكون الغلاف من:
1. الغلاف الخارجي: الذي يعد الديكور الذي عادة ما يشمل عدة رسومات وألوان مستعملة وعدة نصوص (بيانات) وقصاصات.[1][2]
2. العبوة : وهي محتوى الغلاف وتمثل المادة المستعملة : زجاج، بلاستيك ،كارتون، حديد........ الخ.

وعن طريق هذه الأشياء المكونة للغلاف يمكن دراسة لأنشطة المتعلقة بالتغليف

## مستويات التغليف
نميز عموما ثلاث مستويات للتغليف:
1. التغليف الأولي: وهو الذي يحتوي على المنتوج والذي نجده إذن في اتصال مباشر به (عبوة مباشرة).
2. التغليف الثانوي : هو الذي يجمع عدة وحدات من المنتج لجعلها في وحدة مباعة أي هو حاوية إضافية للمنتوج
3. تغليف الشحن: هو الذي يسمح بنقل وشحن عدد كبير من المنتجات من المصنع إلى نقاط البيع الخاصة بالمنتوج.

## معرض صور

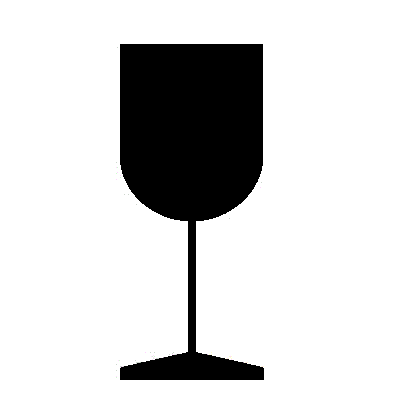
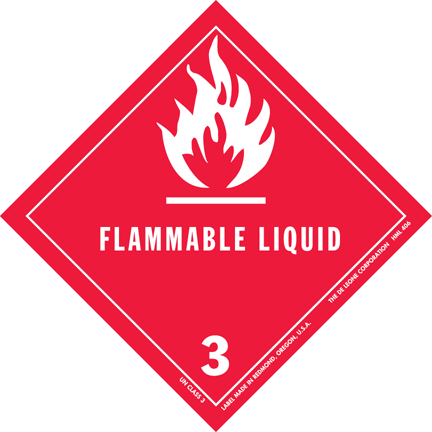